# NGC 7631
NGC 7631 (другие обозначения — PGC 71181, UGC 12539, MCG 1-59-60, ZWG 406.83) — спиральная галактика (Sb) в созвездии Пегас.
Этот объект входит в число перечисленных в оригинальной редакции «Нового общего каталога».